# Shurato
Shurato (Tenkū Senki Shurato) és una sèrie d'anime de Tatsunoko de televisió i conclosa l'any 1991 amb una sèrie de sis OVA: eixe any, la sèrie original va ser emesa en castellà (amb el nom Shulato) per Antena 3 i en francés per TF1; l'any 1996 també va ser emesa en Brasil per TV Manchete.

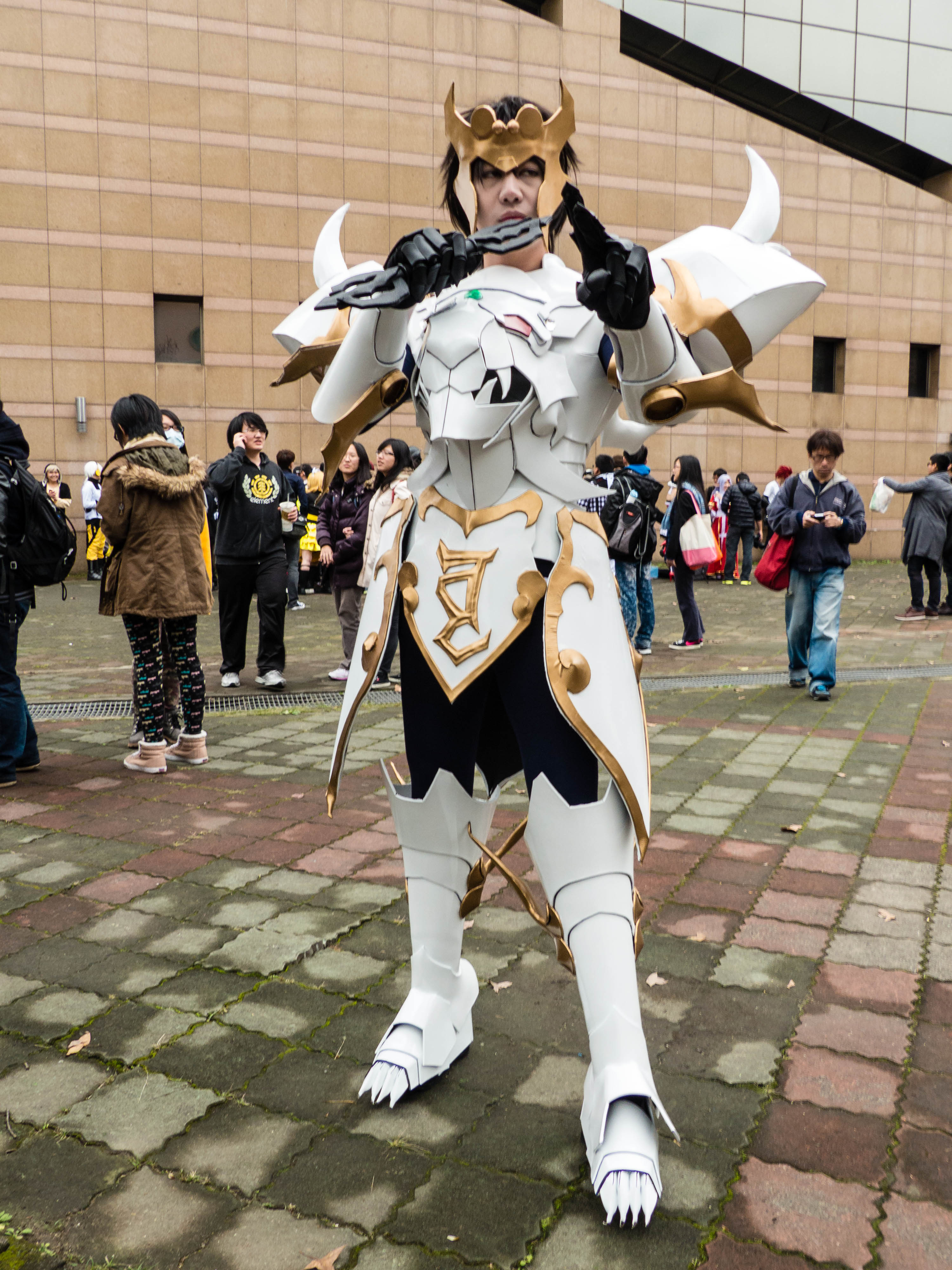
Cosplay de Shura

La sèrie seguix el subgènere iniciat per Saint Seiya i Samurai Troopers de cavallers amb armadura, amb conceptes i personatges amprats de la mitologia índia: Brahma, deva, Indra, mandala, soma, Vixnu, Xacti o Xiva (hinduisme). Encara que no tingué tant d'èxit com les altres sèries, Shurato va inspirar l'estudi CLAMP per a crear Magic Knight Rayearth i fer-li un dōjinshi d'homenatge titulat Tenkū Senki Shurato Original Memory (Muma).
A més del Japó, l'anime ha sigut editat en DVD a França en tres volums i, en acabant, en una edició integral amb els trenta-huit episodis en nou discs i un llibret; els OVA també han sigut editats, però en versió original subtitulada. El personatge protagoniste, Shurato, va ser exclòs del videojoc Tatsunoko vs. Capcom (2009) per problemes de llicència.
També va tenir una adaptació manga shonen per Hiroshi Kawamoto l'any 1989 (2 tomos)

## Argument
Dos jóvens lluitadors, Shurato Hidaka i Gai Kuroki —«Nordine» en la versió francesa—, són transportats a un altre món per la deessa Vixnu —«Kahil»— i obligats a enfrontar-se en bàndols diferents amb el poder del soma i l'ajuda de les armadures xacti, junt amb altres guerrers: Reiga, Ryuma, Hyuga, Lenge, Kennya i Dan.